# Germaine Beaulieu
Germaine Beaulieu (Laval, 1949) es una poeta, novelista, fotógrafa y psicóloga canadiense. 

## Trayectoria
En 1969, mientras asistía a un recital de poesía de poetas griegos, que leían sobre la dictadura de los coroneles en Grecia, en la Universidad Concordia, captó la fuerza y el poder de las palabras. La poetisa Nicole Brossard la animó entonces a escribir. Publicó su primer libro de poesía en 1977. Escribió una novela llamada Sortie d'elle (s) mutante y otros 18 poemarios, entre los que se encuentran Repères du silence (2013), Miroir du levant (2011) y Derrière la nuit (2021), todos ellos sobre el duelo y la aprensión a la muerte.
También ha publicado una serie de postales que ilustran poemas de su colección De l'Absence à volonté (1996). Muchos de sus textos aparecieron en diversas revistas como Exit, Arcade, L'Estuaire, La Nouvelle Barre du jour. Algunos de sus escritos se tradujeron al inglés y también se publicaron en el diario Dandelion. 
Beaulieu es fotógrafa. Doce de sus fotografías acompañan su libro de poesía Aires sans distance (1988). Con motivo del Festival Internacional de Poesía de Trois-Rivières en 2000, se celebró en varias ciudades de Quebec una exposición foto-poema titulada "Voix d'écho", compuesta por treinta y siete fotos, cada una de ellas vinculada a un poema de su libro Trois voix l'écho (2000). Varios de sus textos han aparecido en diversas revistas literarias, como Exit, Arcade, Estuaire y La Nouvelle Barre du jour. Algunos poemas traducidos al inglés se han publicado también en la revista Dandelion.
Es la coordinadora del Comité de Mujeres del Centro Quebequés del PEN Club Internacional.
Beaulieu, que también ejercer como psicóloga en la práctica privada durante varios años en Outremont, reside en Montreal desde 1966. 

## Obra
- Envoie ta foudre jusqu'à la mort, Abracadabra, poesía, Montreal, Quebec, Canadá, ediciones Pleine Lune, 1977, 96 páginas.
- Sortie d'elle (s) mutante, romana, Montreal, ediciones Quinze. 1980. Colección "Réelles".
- Archivos distraites, poesía. Trois-Rivières, Quebec, Canadá, ediciones Les Ecrits des Forges, 1984, 64 páginas.
- Texturas en textos, poesía, Montreal, ediciones Noroît, Montreal, Quebec, Canadá, 1986, 80 páginas.
- Aires sin distancia, Montreal, ediciones Noroît, Montreal, Quebec Canadá, 1988, 80 páginas.
- Réelle distante, poesía, Trois-Rivières, Quebec, Canadá, ediciones Les Ecrits des Forges. 1991, 88 páginas.
- Voie lactée, poesía, Trois-Rivières, Quebec, Canadá, ediciones Les Ecrits des Forges. 1991, 64 páginas.
- De L'Absence à volonté, poesía, Trois-Rivières, Quebec, Canadá.  : Les Écrits des Forges / proverbe editions (París). 1996, 140 páginas.
- Série de douze cartes postales / poèmes, Trois-Rivières, Quebec, Canadá, Éditions Les Écrits des Forges, 1996.
- Entre deux gorgées de mer, Trois-Rivières, Quebec, Canadá, ediciones Les Ecrits des Forges, 1998, 105 páginas.
- Trois voix l'écho, Trois-Rivières, Quebec, Canadá, ediciones Les Ecrits des Forges, 2000, 96 páginas.
- Ailleurs au même instantanea, Trois-Rivières, Quebec, Canadá, ediciones Les Ecrits des Forges, 2002, 108 páginas.
- D'acier de parfum de chair, Trois-Rivières, Quebec, Canadá, ediciones Les Ecrits des Forges, 2005, 93 páginas.
- Avant la fin le temps, Trois-Rivières, Quebec, Canadá, ediciones Les Ecrits des Forges, 2008, 92 páginas.
- Miroir du levant, Trois-Rivières, Quebec, Canadá, ediciones Les Ecrits des Forges, 2011, 108 páginas.
- Repères du silence, Montréal, ediciones L'Hexagone, 2013, 120 páginas.
- Matière crue, Trois-Rivieres, Quebec, Canadá, ediciones Les Ecrits des Forges, 2016.[6]